# اهتمام عاطفي
يشير الاهتمام العاطفي إلى عواطف أخرى موجهة والتي تُثار وتتوافق مع إدراك السعادة لشخص محتاج إليها. وتشمل هذه المشاعر مشاعر الحنان، والتعاطف، والشفقة، والقلوب الطيبة وما شابه ذلك.
غالباً يُخلط بين الاهتمام التعاطفي والتقمص الوجداني، التقمص الوجداني هو الرد على الحالة العاطفية المتصورة لشخص آخر من خلال تجربة شعور من نفس النوع، الاهتمام التعاطفي أو التعاطف لا يقتصر فقط على تفهم مشاعر الأخرين، ولكن يتطلب أيضاً وجود احترام إيجابي أو اهتمام غير عابر للشخص الآخر.

## تعريف
دانيال باتسون هو أحد رواد هذا المصطلح، تعريفه الناضج للمصطلح هو «المشاعر الموجهة الأخرى التي تُثار وتتوافق مع إدراك السعادة للشخص المحتاج»، يشرح باتسون هذا التعريف بالطريقة التالية:
أولاً لا يشير «التطابق» هنا إلى المحتوى المحدد للعاطفة ولكن إلى التكافؤ الإيجابي عندما تكون الرفاهية المدركة للآخر إيجابية، سلبية عندما تكون الرفاهية المتصورة سلبية... ثالثاً كما هو محدد، الاهتمام التعاطفي ليس عاطفة واحدة منفصلة بل يشمل كوكبة كاملة، ويشمل مشاعر التعاطف، والرحمة، وطيبة القلب، والحنان، والحزن، والكآبة، والانزعاج، والضيق، والقلق، والغم، رابعاً الاهتمام التعاطفي موجه نحو الآخر بمعنى أنه ينطوي على الشعور بالآخر، الشعور بالتعاطف، والرحمة، والأسف، والضيق، والقلق وما إلى ذلك.
يستخدم العديد من الكُتاب بخلاف باتسون مصطلحات مختلفة لهذا البناء أو بنيات متشابهة جداً، يحظى التعاطف أو الرحمة أو الشفقة بوجه خاص بشعبية خاصة ربما أكثر شيوعاً من «الاهتمام التعاطفي». وتشمل المصطلحات الأخرى العاطفة الرقيقة والضيق الودي.
إن البشر لديهم دوافع قوية للارتباط بالآخرين، في البشر والثدييات العليا، الدافع لرعاية النسل يكاد يكون من المؤكد وراثياً، على الرغم من أنه قابل لتغير حسب الظروف.

## أصول تطورية
على المستوى السلوكي، يتضح من أوصاف علماء النفس المقارن وعلماء الأخلاق أن السلوكيات المتماثلة للاهتمام التعاطفي يمكن ملاحظتها في أنواع الثدييات الأخرى، ويجدر الإشارة إلى أن مجموعة متنوعة من التقارير عن ردود الفعل المتعاطفة للقردة تشير إلى أنه بغض النظر عن الترابط العاطفي، القردة لديها تقدير صريح لحالة الآخر، وخير مثال على ذلك هو العزاء، الذي يُعرّف بأنه سلوك طمأنة من جانب أحد المتفرجين غير المشاركين تجاه أحد المقاتلين في حادث عدواني سابق.

## أصول تنموية
يُعتقد أن الاهتمام التعاطفي يظهر لاحقاً في النمو، ويتطلب تحكماً في النفس أكثر من العدوى المشاعر أو الاضطراب النفسية، يشير البحث التنموي إلى مجموعة واسعة من الكفاءات الاجتماعية التي يجلبها الأطفال إلى علاقاتهم الشخصية، في وقت مبكر من عامين، أ- يظهرون القدرة المعرفية على تفسير الحالات الجسدية والنفسية للآخرين بطرق بسيطة، ب- ويظهرون القدرة العاطفية على تجربة حالة الآخرين بشكل مؤثر، ج- يظهرون امجموعة سلوكيات التي تسمح بإمكانية محاولات التخفيف من الانزعاج لدى الآخرين.
يساهم كل من التصرف الشخصي مثل: المزاج، والسياق الاجتماعي، في الاختلافات الفردية التي تهم الآخرين، وقد افترض بعض علماء النفس التنموي أن الاهتمام التعاطفي مع الآخرين هو عامل أساسي يمنع العدوان تجاه الآخرين.

## مساهمة علم النفس الاجتماعي
قد ينتج عن الاهتمام التعاطفي دافع الإيثار؛ لتقليل من محنة الشخص الآخر، إن التحدي المتمثل في إثبات وجود الدافع الإيثار هو إظهار كيف يؤدي الاهتمام التعاطفي إلى المساعدة بطرق لا يمكن تفسيرها من خلال النظريات السائدة عن الدافع الأناني، بمعنى توجب أن تكون هناك حالة واضحة، وهي أن القلق بشأن سعادة الشخص الآخر، وليس الرغبة في تحسين سعادته الشخصية، هو الذي يدفع في المقام الأول سلوك المساعدة للشخص الأخر في موقف معين.
أثبتت الدراسات التجريبية التي أجراها عالم النفس الاجتماعي دانيال باتسون أن الاهتمام التعاطفى يشعر به المرء عندما يتبنى منظور شخص آخر محتاج، يركز عمله على العواطف المختلفة التي أثارتها عند تخيل موقف آخر من منظور ذاتي أو من منظور آخر، غالباً ما يرتبط الأول بالكرب الشخصي (أي مشاعر الانزعاج والقلق)، في حين أن الثاني يؤدي إلى اهتمام تعاطفي.

## دليل علم الأعصاب الاجتماعي
يكشف علم الأعصاب الاجتماعي الأسس البيولوجية للاهتمام العاطفي والحساسية الشخصية بشكل عام، باستخدام نهج تكاملي يربط بين المستويات البيولوجية والاجتماعية، إن الأنظمة العصبية بما في ذلك الوظائف اللاإرادية التي تعتمد على الببتيدات العصبية الجذعية للدماغ، مثل الأوكسيتوسين وفازوبرسين، ترتبط ارتباطاً معقولاً بلاهتمام التعاطفي، بدلاً من ذلك، قد يكون فازوبرسين ضمن مواقف تتطلب إستراتيجية أكثر نشاطاً للاستجابة الفعالة.
قد افترض وجود ارتباط بين الوظائف التنفيذية مدعومةً بقشرة الأمامية الجبهية مع اتصالات متبادلة مع الجهاز النطاقي، والشعور بالقوة، والاهتمام العاطفي، بناءً على دراسات الآفات يعاني منها مرضى الأعصاب، وتجارب التصوير العصبي الوظيفية لدى الأفراد الأصحاء.
يدحم الفرق بين التصور الذاتي مقابل التصور الآخر بسلسلة من دراسات التصوير العصبي الوظيفية للمعالجة العاطفية، على سبيل المثال قد وجد لام وباتسون وديسيتي عام 2007 م أن المشاركين أبلغوا عن اهتمام أكثر تعاطفًا عند تخيل ألم الآخرين عند تبني منظور الآخر، والمزيد من المعاناة عند تخيل أنفسهم أنهم يتألمون.
كشفت عمليات التصوير بالرنين المغناطيسي الوظيفي أن تخيل الذات في ألم كان مرتبط بتنشيط قوي في مناطق الدماغ المشاركة في الاستجابة العاطفية للتهديد والألم، بما في ذلك اللوزة، والقشرة المعزولة، والقشرة الحزامية الأمامية، أنتجت تعليمات التخيل الأخرى نشاطًا أعلى في الموصل الصدغي الجداري الأيمن، والذي يرتبط بتميز الذات الأُخرى والشعور بالقوة.

## قراءات خارجية
- Batson, C.D. (2009). These things called empathy: eight related but distinct phenomena. In J. Decety & W. Ickes (Eds.), The Social Neuroscience of Empathy (pp. 3–15). Cambridge: MIT press.
- Batson, C.D. (2009). Two forms of perspective taking: imagining how another feels and imagining how you would feel. In K. D. Markman, W.M.P. Klein and J.A. Suhr (Eds.), Handbook of Imagination and Mental Simulation (pp. 267–279). New York: Psychology Press.
- Decety, J. & Batson, C.D. (2007). Social neuroscience approaches to interpersonal sensitivity. Social Neuroscience, 2(3-4), 151-157.
- Decety, J. & Ickes, W. (Eds.). (2009). The Social Neuroscience of Empathy. Cambridge: MIT Press, Cambridge.
- Thompson, E. (2001). Empathy and consciousness. Journal of Consciousness Studies, 8, 1-32.
- Zahn-Waxler, C., & Radke-Yarrow, M. (1990). The origins of empathic concern. Motivation and Emotion, 14, 107-125.